# Aneflomorpha cribellata
Aneflomorpha cribellata är en skalbaggsart som först beskrevs av Bates 1892.  Aneflomorpha cribellata ingår i släktet Aneflomorpha, och familjen långhorningar. Inga underarter finns listade i Catalogue of Life.